# Liste der Monuments historiques in Savières
Die Liste der Monuments historiques in Savières führt die Monuments historiques in der französischen Gemeinde Savières auf.

## Liste der Immobilien
| Bezeichnung      | Beschreibung           | Standort               | Kennzeichnung | Schutzstatus | Datum | Bild           |
| ---------------- | ---------------------- | ---------------------- | ------------- | ------------ | ----- | -------------- |
| Kirche St-Martin | ab dem 12. Jahrhundert | Rue de l’Église (Lage) | PA00078236    | Classé       | 1931  | weitere Bilder |

## Liste der Objekte
| Bezeichnung                                                | Beschreibung                                                                             | Standort                       | Kennzeichnung | Schutzstatus | Datum | Bild |
| ---------------------------------------------------------- | ---------------------------------------------------------------------------------------- | ------------------------------ | ------------- | ------------ | ----- | ---- |
| Grabstein für Guillaume de Gobilloy und Nicole de la Salle | schwarzer Marmor, bezeichnet 1584 und 1602                                               | in der Kirche St-Martin (Lage) | PM10002180    | Classé       | 1913  |      |
| Kirchenfenster                                             | aus dem 16. Jahrhundert                                                                  | in der Kirche St-Martin (Lage) | PM10002181    | Classé       | 1931  |      |
| Skulptur Heilige Barbara                                   | Kalkstein, ehemals farbig gefasst, erste Hälfte des 16. Jahrhunderts                     | in der Kirche St-Martin (Lage) | PM10002179    | Classé       | 1913  |      |
| Skulptur Heiliger Ägidius                                  | Holz, farbig gefasst, 16. Jahrhundert                                                    | in der Kirche St-Martin (Lage) | PM10002177    | Classé       | 1908  |      |
| Skulptur Madonna mit Kind                                  | Kalkstein, farbig gefasst, 16. Jahrhundert                                               | in der Kirche St-Martin (Lage) | PM10002176    | Classé       | 1908  |      |
| Skulptur Heiliger Katharina                                | Kalkstein, erste Hälfte des 16. Jahrhunderts                                             | in der Kirche St-Martin (Lage) | PM10002178    | Classé       | 1913  |      |
| Prozessionskreuz                                           | Kupfer, 17. oder 18. Jahrhundert; in der Kirche Ste-Agnès in Fontaine-les-Grès deponiert | in der Kirche St-Martin (Lage) | PM10002182    | Classé       | 1965  |      |